# Japan Cup

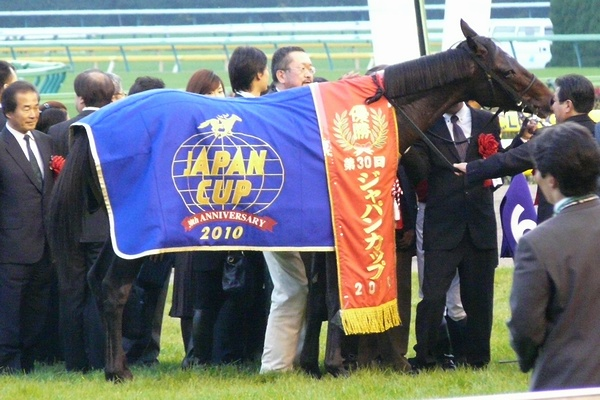
Ganhador da Japan Cup

A Japan Cup (ジャパンカップ ) é a corrida de cavalos mais prestigiosa que se disputa no Japão. Tem lugar anualmente  no Tóquio Racecourse em Fuchu, em Tokio, e decorre sobre uma distância de 2 400 metros, em terreno de erva. Com um orçamento em prêmios de ¥533 milhões (uns $4.6 milhões de dólares norte-americanos), a Japan Cup é uma das carreiras de cavalos que outorga maiores prêmios a nível mundial.
A Japan Cup é uma competição que requer convite prévio para poder participar. Durante a sua relativamente breve história, a carreira converteu-se numa competição realmente internacional com campeões provenientes do Japão, América do Norte, Grã-Bretanha, Austrália, Nova Zelandia, Irlanda, França, Alemanha e Itália.
A Japan Cup tem dado lugar a alguns dos mais memoráveis finais que se tenham visto nas competições hípicas no Japão.  Junto com o Prix de l'Arc de Triomphe e a Breeders' Cup, a Japan Cup é um dos grandes eventos com os que conluye o calendário anual de competição hípica.
A Japan Racing Association criou esta competição para facilitar aos corredores locais uma oportunidade para poder medir-se contra cavalos de calibre internacional e para promover as boas relações com a comunidade hípica mundial.
Informação da carreira: 

- Hipódromo:  Tóquio Racecourse
- Distância:  2 400 metros
- Condição da pista: Grama

## Data da carreira
Novembro, ultima semana.

## Ganhadores
| Ano  | Ganhador         | Idade | Jockey             | Treinador           | Proprietário               | Tempo  |
| 1981 | Mairzy Doates    | 5     | Cash Asmussen      | John Fulton         | Arno Schefler              | 2:25.3 |
| 1982 | Half Iced        | 3     | Dom MacBeth        | Stanley M. Hough    | Bertram R. Firestone       | 2:27.1 |
| 1983 | Stanerra         | 5     | Brian Rouse        | Frank Dunne         | Frank Dunne                | 2:27.6 |
| 1984 | Katsuragi Ace    | 4     | Katsuichi Nishiura | Kazumi Domon        | Ichizo Node                | 2:26.3 |
| 1985 | Symboli Rudolf   | 4     | Yukio Okabe        | Yuji Nohira         | Symboli Bokujo             | 2:28.8 |
| 1986 | Jupiter Island   | 7     | Pat Eddery         | Clive Brittain      | Marquês de Tavistock       | 2:25.0 |
| 1987 | Le Glorieux      | 3     | Alain Lequeux      | Robert Collet       | Sieglinde Wolf             | 2:24.9 |
| 1988 | Pay The Butler   | 4     | Chris McCarron     | Robert J. Frankel   | Edmund A. Gann             | 2:25.5 |
| 1989 | Horlicks         | 6     | Lance O'Sullivan   | Dave O'Sullivan     | Graham de Gruchy           | 2:22.2 |
| 1990 | Better Loosen Up | 5     | Michael Clarke     | David Hayes         | Gabe Farrah, et al         | 2:23.2 |
| 1991 | Golden Pheasant  | 5     | Gary Stevens       | Charles Whittingham | McNall / Gretzky           | 2:24.7 |
| 1992 | Tokai Teio       | 4     | Yukio Okabe        | Shoichi Matsumoto   | Masanori Uchimura          | 2:24.6 |
| 1993 | Legacy World     | 4     | Hiroshi Kawachi    | Hideyuki Mori       | Horse Tajima Co.           | 2:24.4 |
| 1994 | Marvelous Crown  | 4     | Katsumi Minai      | Makoto Osawa        | Sadao Sasahara             | 2:23.6 |
| 1995 | Lando            | 5     | Michael Roberts    | Heinz Jentzsch      | Gestüt Haus Ittlingen      | 2:24.6 |
| 1996 | Singspiel        | 4     | Frankie Dettori    | Michael Stoute      | Sheikh Mohammed            | 2:23.8 |
| 1997 | Pilsudski        | 5     | Michael Kinane     | Michael Stoute      | Lord Weinstock             | 2:25.8 |
| 1998 | El Condor Pasa   | 3     | Masayoshi Ebina    | Yoshitaka Ninomiya  | Takashi Watanabe           | 2:25.9 |
| 1999 | Special Week     | 4     | Yutaka Take        | Toshiaki Shirai     | Hiroyoshi Usuda            | 2:25.5 |
| 2000 | T M Opera Ou     | 4     | Ryuji Wada         | Ichizo Iwamoto      | Masatsugu Takezono         | 2:26.1 |
| 2001 | Jungle Pocket    | 3     | Olivier Peslier    | Sakae Watanabe      | Yomoji Saito               | 2:23.8 |
| 2002 | Falbrav          | 4     | Frankie Dettori    | Luciano d'Auria     | Scuderia Rencati           | 2:12.2 |
| 2003 | Tap Dance City   | 6     | Tetsuzo Sato       | Shozo Sasaki        | Yushun Horse Syndicate     | 2:28.7 |
| 2004 | Zenno Rob Roy    | 4     | Olivier Peslier    | Kazuo Fujisawa      | Shinobu Oosako             | 2:24.2 |
| 2005 | Alkaased         | 5     | Frankie Dettori    | Luca Cumani         | Michael Charlton           | 2:22.1 |
| 2006 | Deep Impact      | 4     | Yutaka Take        | Yasuo Ikee          | Kaneko Makoto Holdings Co. | 2:25.1 |
| 2007 | Admire Moon      | 4     | Yasunari Iwata     | Hiroyoshi Matsuda   | Darley Japan Farm Co. Ltd. | 2:24.7 |
| 2008 | Screen Hero      | 4     | Mirco Demuro       | Yuichi Shikato      | Teruya Yoshida             | 2:25.5 |

1. ↑  A carreira do ano 2002 realizou-se no Nakayama Racecourse sobre uma distância de 2 200  metros.

,